# Гусиноозјорск
Гусиноозјорск (рус. Гусиноозёрск) град је у Русији у Бурјатији. Према попису становништва из 2010. у граду је живело 24582 становника.

## Становништво
| 1959.  | 1970.  | 1979.  | 1989.  | 2002.  | 2010.  |
| ------ | ------ | ------ | ------ | ------ | ------ |
| 11.598 | 13.807 | 22.320 | 29.790 | 26.502 | 24.582 |